# La Brillaz
La Brillaz (toponimo francese) è un comune svizzero di 2 028 abitanti del Canton Friburgo, nel distretto della Sarine.

## Storia
Il comune di La Brillaz è stato istituito il 1º gennaio 2001 con la fusione dei comuni soppressi di Lentigny, Lovens e Onnens; capoluogo comunale è Lentigny.